# Мовний образ
Мо́вний о́браз — комплексне відображення елементу дійсності засобами мови, вербальні відповідники ментальних образів певних предметів, абстракцій чи явищ, що формуються на основі національних концептуально-структурних канонів і лексико-семантичних особливостей відповідної мовної системи.

## Сутність мовного образу
Зазвичай у лінгвістиці мовний образ розглядають у взаємозв’язку з процесами мислення та пізнання, оскільки він є найважливішою мовною сутністю, засобом художнього узагальнення дійсності, що містить інформацію про зв’язок слова, мови з культурою.
Мовний образ як компонент мовної картини світу,отже, не просто передає реалії світу, але й може набувати метафоричного, символічного значення, особливо якщо це стосується його функціонування у національно-мовній та індивідуально-авторській картинах світу.

## Дослідження
Над співвідношенням слова, образу та образності свого часу багато розмірковував О. Потебня. Для позначення образу вчений вживає найменувань “уявлення”, “знак”, “символ”, “засіб порівняння”, а найчастіше – “внутрішня форма”.
Дослідник розглядав поетичний образ у творі і внутрішню форму у слові як один і
той самий феномен свідомості, бо в основі обох лежить їхня конститутивна функція
образотворення, оскільки внутрішня форма, за його словами, “центр образу, одна з
його ознак, яка переважає над усіма іншими” 
Х. Щепанська, яка присвятила свою розвідку проблемі розмежування понять “концепт”, “мовний образ” та “вербальний символ”, уважає,що основними в картині світу є мовні образи – “вербальні відповідники ментальних образів певних предметів, абстракцій чи явищ, що формуються на основі національних концептуально-структурних канонів і лексико-семантичних особливостей відповідної мовної системи” 
Вагомий внесок у розуміння поняття образу в індивідуально-авторській
картині світу зробив О. Черевченко, підкресливши, що “образ є одним з основних
складників концептуальної системи мислення людини, розкриваючи те, як митець
розуміє, категоризує і переосмислює світ”. Крім того, дослідник зауважив, що образ
як фрагмент картини світу відіграє роль у пізнанні дійсності. Він є “результатом
особливого (художньо-суб’єктивного) пізнання дійсності, яке базується, з одного
боку, на притаманній носіям певної етнолінгвокультури системі асоціативносмислових зв’язків з її загальнолюдськими і національно-специфічними елементами,
а з другого, – характеризується суб’єктивізацією цих елементів” 